# Grafenwöhr
Grafenwöhr település Németországban, azon belül Bajorországban. Lakosainak száma 6710 fő (2023. december 31.).

## Népesség
A település népessége az elmúlt években az alábbi módon változott:
| Lakosok száma | 927  | 4827 | 6002 | 5461 | 6425 | 6534 | 6336 | 6302 | 6451 | 6710 |
|               | 1875 | 1950 | 1975 | 1987 | 2012 | 2014 | 2016 | 2017 | 2021 | 2023 |